# Lijst van olympische records baanwielrennen
Deze pagina bevat de lijst van de olympische records in het baanwielrennen.

## Heren
| Discipline           | Jaar - Locatie | Wielrenner(s) | Wielrenner(s)                                                   | Tijd     |
| -------------------- | -------------- | ------------- | --------------------------------------------------------------- | -------- |
| Sprint               | 2020 - Tokio   | NED           | Jeffrey Hoogland                                                | 9,215    |
| Teamsprint           | 2024 - Parijs  | NED           | Roy van den Berg, Harrie Lavreysen, Jeffrey Hoogland            | 40,949   |
| Ploegenachtervolging | 2020 - Tokio   | ITA           | Simone Consonni, Filippo Ganna, Francesco Lamon, Jonathan Milan | 3.42,032 |

## Dames
| Discipline           | Jaar - Locatie | Wielrenster | Wielrenster                                                | Tijd     |
| -------------------- | -------------- | ----------- | ---------------------------------------------------------- | -------- |
| Sprint               | 2020 - Tokio   | GER         | Lea Friedrich                                              | 10,310   |
| Teamsprint           | 2020 - Tokio   | CHN         | Bao Shanju, Zhong Tianshi                                  | 31,804   |
| Ploegenachtervolging | 2020 - Tokio   | GER         | Franziska Brauße, Lisa Brennauer, Lisa Klein, Mieke Kröger | 4.04,249 |